# 불규칙 위성

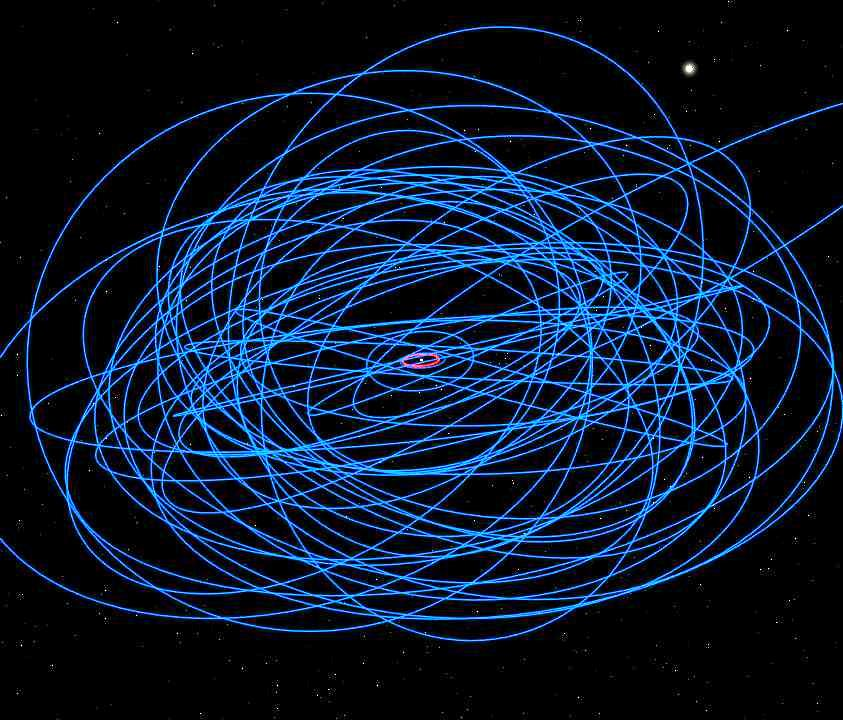
파란색: 토성의 불규칙 위성 궤도, 빨간색: 규칙 위성 타이탄의 궤도

불규칙 위성은 모행성의 인력에 이끌려 위성이 된 경우로 모행성의 자전방향과 반대로 돌기도하며, 타원형 궤도를 그리며 공전하는 위성이다. 규칙 위성과 달리 닫힌 공전궤도를 돌지 않는다.
이런 궤도를 도는 이유는 불규칙 위성들의 대부분이 중력으로 포착되었기 때문이다. 
여담으로 불규칙 위성은 목성형 행성에만 있다.

## 같이 보기
- 위성
- 행성
  - 목성형 행성